# شيخ البحر
شيخ البحر أو رجل البحر العجوز أو إنسان الماء (بالإغريقية: ἅος γέρων، بالرومنة اليونانية: hálios gérōn، تعني :عجوز البحر؛ باليونانية: Γέροντας της Θάκασσας، بالرومنة اليونانية: Yérondas tis Thálassas، تعني: شيخ البحر)، شخصية خيالية من أساطير الماء المتعددة، مثل نيريوس أو بروتوس، ولكن أيضًا ترايتون أو بونتوس أو فورسيس أو غلاوكوس. وهو والد ثيتس (أم أخيل).

## الميثولوجيا
في الكتاب الرابع من أوديسة هوميروس، المكتوبة في القرن الثامن قبل الميلاد، يلتقي مينلاوس بإله البحر بروتوس، المعروف أيضًا باسم "رجل البحر العجوز"، والذي يعيش بالقرب من فاروس. كان مينلاوس حريصًا على طرح أسئلة على بروتيوس، مثل كيفية اللحاق بالرياح التي ستعيده إلى موطنه في اليونان. لكن لسوء الحظ، استمر الإله في تغيير شكله ليتمكن من مراوغة الملك الإسبرطي. وهكذا تنكر مينلاوس ورجاله في هيئة عجول البحر واختلطوا مع قطيع حيوان بروتيوس. ثم قفز الإسبرطيون وقبضوا على بروتيوس لكن إله البحر كان يحول نفسه إلى العديد من المخلوقات المختلفة لتفادي القبض عليه، في البداية أسد، ثم ثعبان، ونمر، وخنزير. ولا يزال بروتيوس أسيرًا، ويحول نفسه إلى ماء وأخيراً إلى شجرة.

## السندباد

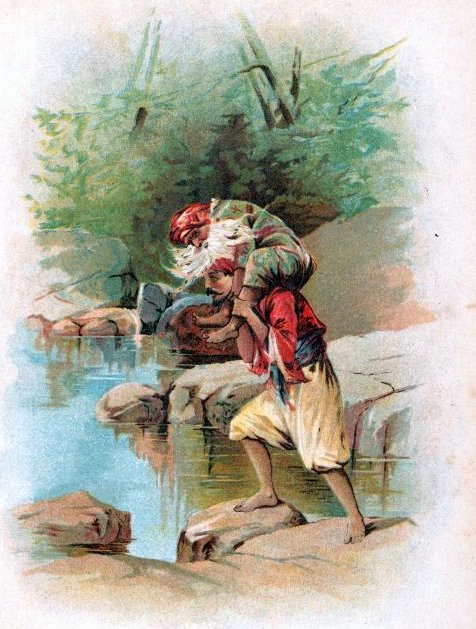
بعد غرق سفينة السندباد، تم استعباد البحار من قبل "شيخ البحر"

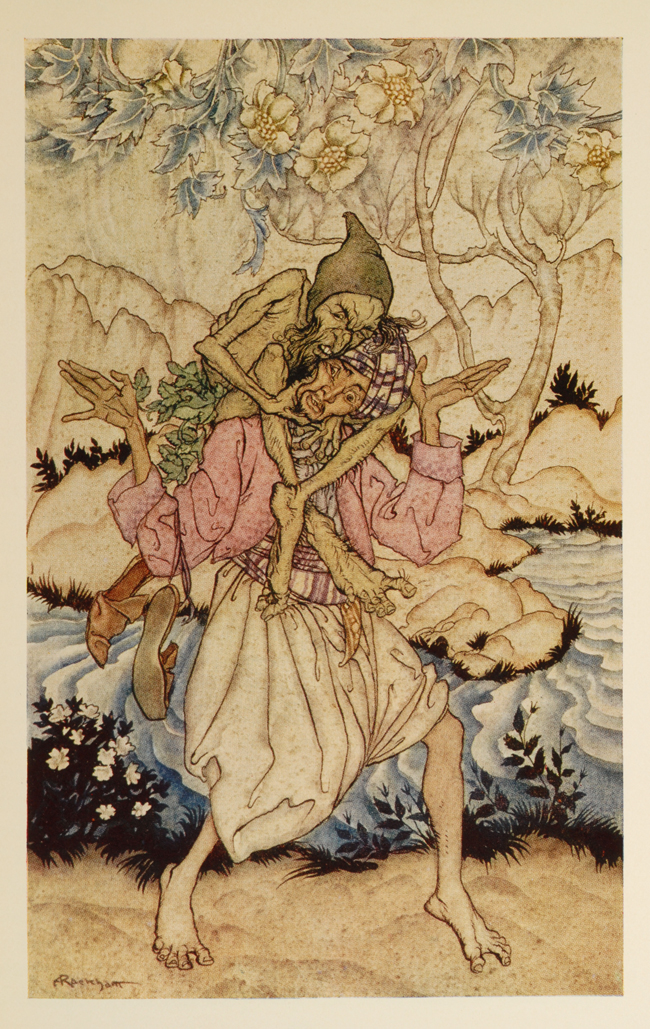
لوحة رسمها الفنان الإنجليزي آرثر راكهام تبين شيخ البحر وهو على كتف السندباد

واجه السندباد البحري رجل البحر الوحشي العجوز "شَيْخ الْبَحْر" في رحلته الخامسة. قيل في الحكايات إن رجل البحر العجوز يخدع المسافرين ليسمحوا له بالركوب على كتوفهم لينقله المسافر عبر النهر. لكن الرجل العجوز لم يحرر قبضته، مما يجبر الضحية على نقله إلى أي مكان يريده ويمنح ضحيته القليل من الراحة. لقي جميع ضحايا الرجل العجوز حتفهم في النهاية بسبب هذه المعاملة البائسة، حيث أكلهم الرجل العجوز أو سرقهم. لكن سندباد، بعد أن جعل الرجل العجوز يسُكر بالنبيذ، تمكن من التخلص منه وقتله.

## في الكتب العربية

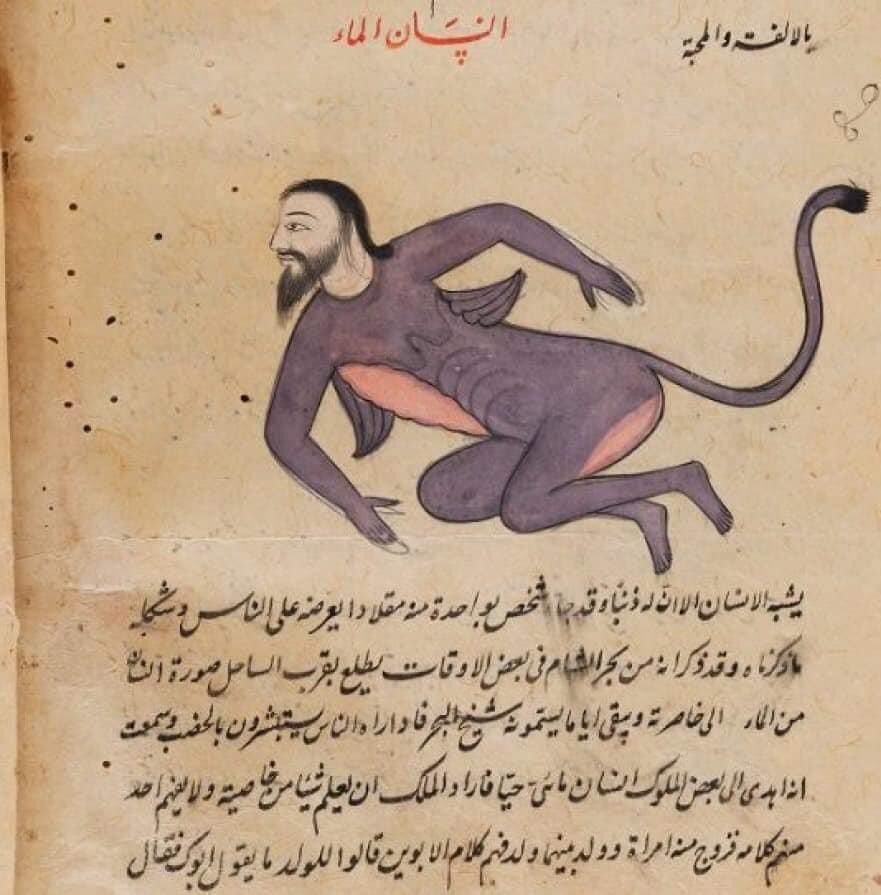
إنسان الماء من كتاب عجائب المخلوقات وغرائب الموجودات

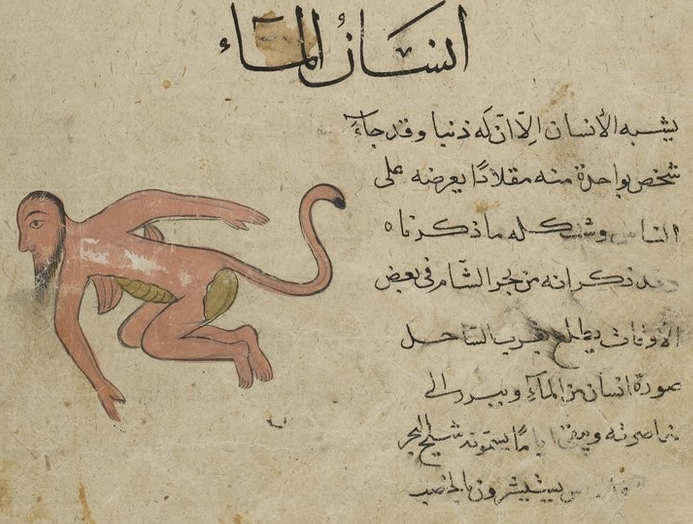
نسخة من كتاب عجائب المخلوقات وغرائب الموجودات

ذكر الدميري في كتاب حياة الحيوان الكبرى عن إنسان الماء:
ذكر السيوطي في كتابه حسن المحاضرة في تاريخ مصر والقاهرة في مزايا النيل: